# ПФК Шумен 1929
Професионален футболен клуб „Шумен 1929“ е футболен клуб с отбор, играещ в Североизточната В футболна група през сезон 2015/2016.
Отборът играе своите мачове на градски стадион „Панайот Волов“ с капацитет 24 390 места, от които 21 765 седящи. Поради лошото състояние на съоръжението, след частичен ремонт през 2013 капацитетът му е временно намален до 3500, главно на централната трибуна и новоизграденият сектор за гостуващи фенове.

## История
ПФК Шумен 1929 е основан през лятото на 2013 като наследник на разпадналия се Шумен 2010. Въпреки трудното начало и на практика пълната липса на предсезонна подготовка, отборът успява да завърши на 12-о място през дебютния си сезон 2013/2014. По време на следващия сезон отборът постига същото класиране, спечелвайки две точки повече и значително подобрявайки головата си разлика.

## Визитка
- Най-голяма победа: 7-0 (срещу ФК Преслав) (01.09.2013)
- Най-голяма загуба: 0-11 (срещу Тича (Долни Чифлик) (17.11.2013)

## Резултати

### Сезон по сезон
| Сезон   | Дивизия               | Класиране | Изиграни | П | Р | З  | ВГ | ДГ | ГР  | Т  | Купа | Треньор         |
| ------- | --------------------- | --------- | -------- | - | - | -- | -- | -- | --- | -- | ---- | --------------- |
| 2013/14 | Североизточна В група | 12        | 30       | 9 | 3 | 18 | 33 | 66 | -33 | 30 | -    | Валери Венков   |
| 2014/15 | Североизточна В група | 12        | 30       | 9 | 5 | 16 | 41 | 52 | -9  | 32 | -    | Валери Венков   |
| 2015/16 | Североизточна В група | 11        | 18       | 6 | 3 | 9  | 32 | 30 | +2  | 21 | -    | Павел Медведски |

## Наименования
- ПФК Шумен 1929 (2013 -), след преименуване и пререгистриране на „Космос“ (Браничево)[2]